# Янкович, Милица
Ми́лица Я́нкович (серб. Милица Јанковић; родилась 23 ноября 1881 в Пожаревце, умерла 27 июля 1939 в Нишка-Бане) — сербская писательница, переводчица.
Автор романов и рассказов, в том числе детских книг. Некоторые из них были переведены на немецкий язык.

## Биография
Милица Янкович родилась в семье купца. У неё были две старшие сестры и младший брат. Училась в начальной школе в Велико-Градиште, затем в Белграде окончила 6 классов колледжа для девочек и школу живописи в 1902 году.
С 1902 по 1906 годы училась в колледже для девушек на учителя в Крагуеваце. В 1904 году выезжала на обучение в Мюнхен.
Она выучила русский и французский языки и занималась переводом с русского.
В 1914 году, во время Первой мировой войны выезжает в Сплит, где проходит лечение от туберкулёза и подагры.
Возвращается в оккупированную Сербию через Италию и Грецию, в период с 1915 по 1918 годы селится в Врнячка-Баня, а затем в Трстеник.
После войны работала учителем рисования в белградской средней школе для девушек.
Всё это время Милица продолжала лечиться, выезжая на курорты к морю, а в 1928 году в Париж.
Болезнь приковала её к постели, и она посвятила себя работе: писала стихи и прозу, рассказы для взрослых, подростков и детей, романы, путевые заметки, делала наброски.

## Произведения
Рассказы:
- Ispovesti/Исповести (1913)
- Čekanje/ Чекање
- Kaluđer iz Rusije/ Калуђер из Русије
- Putevi/ Путеви
- Ljudi iz skamije/ Људи из скамије

Романы:
- Pre sreće/ Пре среће (1918)
- Plava gospođa/ Плава госпођа (1924)
- Mutna i krvava/ Мутна и крвава (Мутная и кровавая)

Детские книги:
- Zec i miš/ Зец и миш (Заяц и мышь)